# Lolita (subcultuur)

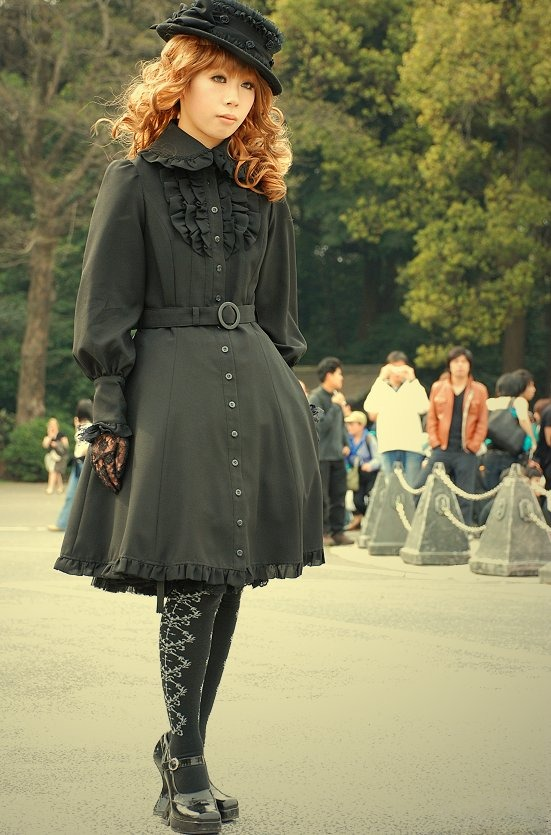
Een lolita in Harajuku

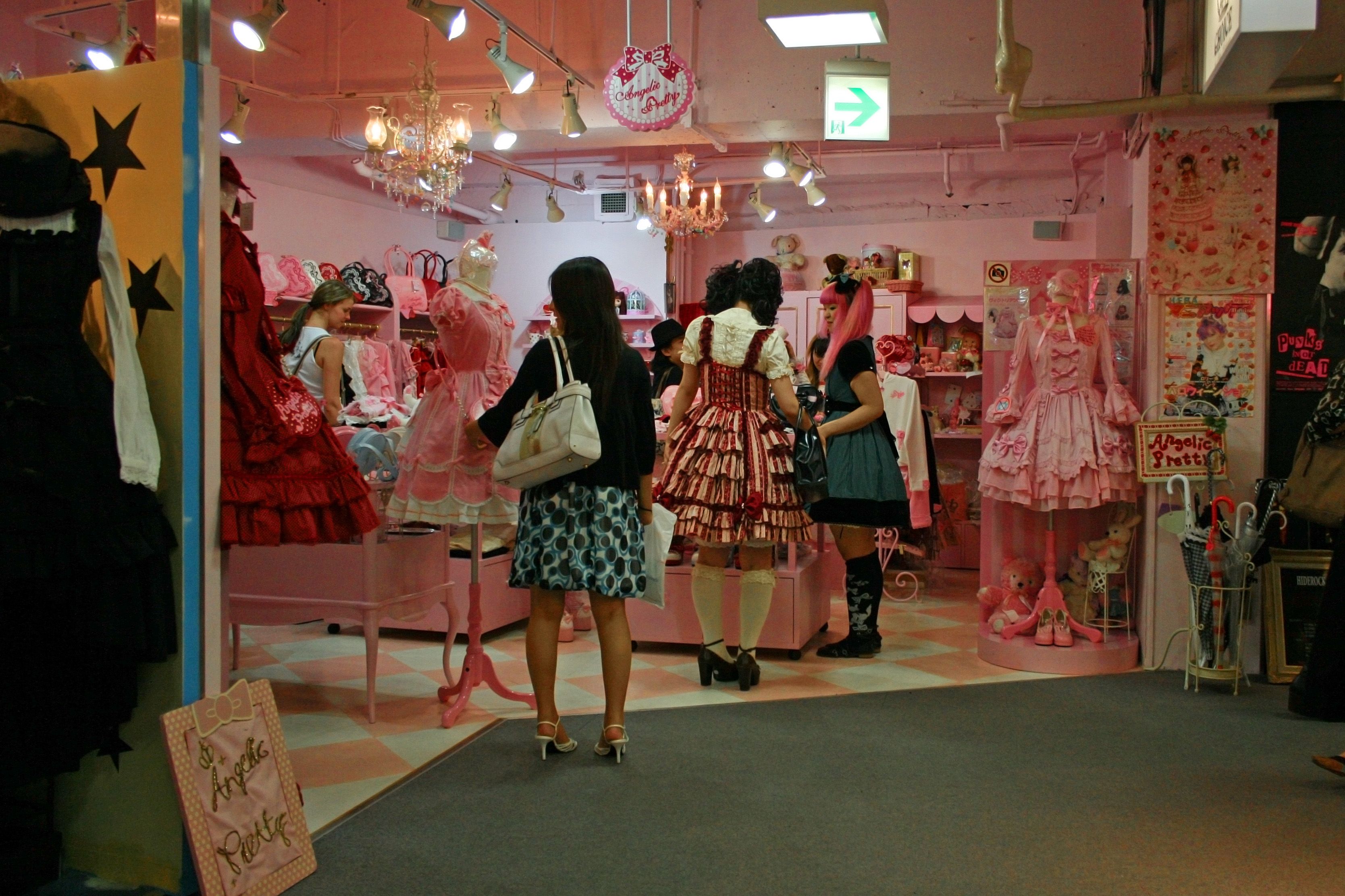
De Angelic Pretty winkel in Tokio

Lolita (ロリータファッション, rorīta fasshon) is een modesubcultuur uit Japan, die voornamelijk beïnvloed is door Victoriaanse kinderkleding en kledij uit de rococo-periode. Lolita heeft dit tot een unieke mode-uiting gemaakt door het toevoegen van andere ontwerpelementen. De lolita-kledingstijl heeft verschillende substijlen, waarvan de drie hoofdstijlen 'gothic', 'classic' en 'sweet' heten. Daarnaast bestaan er nog talloze andere substijlen. Deze mode heeft zich ontwikkeld tot een veelgevolgde subcultuur in Japan en de rest van de wereld.
Het meest typerende element van de lolita-mode is het volume van de rok. Dit wordt bereikt door het dragen van een petticoat of hoepelrok. De rok kan klokvormig zijn of de vorm van een A hebben. De onderdelen van de lolita-mode bestaan voornamelijk uit een bloes (lange of korte mouwen) met een rok of een jurk, welke meestal tot aan de knieën komen. Lolita's dragen vaak modepruiken in combinatie met een hoofdaccessoire zoals een haarstrik of een bonnet (vergelijkbaar met een luifelhoed). Ook dragen lolita's soms als (extra) ondergoed onder hun petticoat nog een lange Victoriaanse onderbroek. Verder dragen ze kniekousen, enkelsokjes of panty's en schoenen met een hoge hak/plateauzool of lage schoenen met een strik.
Hoewel de oorsprong van lolita onduidelijk is, is het waarschijnlijk dat de beweging aan het einde van de jaren zestig begon met de modestijl en subcultuur Natural-kei, waarin men de Victoriaanse periode ging romantiseren. Deze mondde aan het einde van de jaren zeventig uit in een nieuwe beweging genaamd Otome-kei, toen bekende merken zoals Pink House, Milk en Angelic Pretty kleding begonnen te verkopen in een stijl die later bekend zou worden als 'lolita'. Kort daarna kwamen Baby, The Stars Shine Bright en Metamorphose temps de fille. In de jaren negentig werd lolita meer geaccepteerd, met bands als Malice Mizer en andere visualkeibands die in populariteit stegen. De bandleden droegen ingewikkelde kostuums, die fans begonnen over te nemen in hun eigen kledingstijl. De stijl verspreidde zich snel vanuit de regio Kansai en uiteindelijk bereikte hij Tokio, waarna hij populair werd in de Japanse jeugdcultuur. Vandaag de dag is lolita zo populair, dat deze zelfs in warenhuizen in Japan kan worden gevonden. Jongeren over de hele wereld dragen deze kledingmode. Een belangrijk magazine dat bijdroeg tot de verspreiding van deze modestijl is de Gothic&Lolita Bible, een spin-off van het populaire Japanse modemagazine Kera. Dit magazine werd buiten Japan ook tijdelijk vertaald naar het Engels door uitgeverij Tokyopop.
Lolita wordt gezien als reactie op de verstikkende Japanse maatschappij, waarin jongeren onder druk staan om snel volwassen verantwoordelijkheden op zich te nemen. Het dragen van kledij die geïnspireerd is op kinderkleding vormt hierop een tegenreactie.
Er is geen verwantschap tussen de benaming lolita en Vladimir Nabokovs roman Lolita, waarin de liefde van een volwassen man voor een 12-jarig meisje wordt beschreven. De naam verwijst eerder naar de kinderlijke stijl van sommige aspecten van de kleding, waarbij 'lolita' een schattig klinkende term is, dan dat bedoeld wordt dat deze modestijl sexy zou zijn. Een andere verwarring die vaak wordt gemaakt, is die tussen de lolita-modestijl en cosplay. Hoewel beiden uit Japan zijn overgewaaid, zijn zij twee zeer verschillende zaken, daar de ene een modestijl is en de andere een rollenspel waarbij met kleding en accessoires een personage wordt uitgebeeld. Dit sluit uiteraard niet uit dat er enige overlap kan bestaan tussen leden van beide groepen.